# Gymnoscelis bistrigata
Gymnoscelis bistrigata är en fjärilsart som beskrevs av Adrian Hardy Haworth 1809. Gymnoscelis bistrigata ingår i släktet Gymnoscelis och familjen mätare. Inga underarter finns listade i Catalogue of Life.